# Сомбрук, Джойс
Джойс Сомбрук (нидерл. Joyce Sombroek, род. 10 сентября 1990 года в Алкмаре) — нидерландская хоккеистка на траве, вратарь клуба «Ларен» и сборной Нидерландов. Чемпионка летних Олимпийских игр 2012 года, чемпионка мира 2014 года, чемпионка Европы 2011 года и победительница Трофея чемпионов 2011 года.

## Спортивная карьера
Джойс выступает за команду «Ларен», в прошлом известна как игрок клубов «Лохемсе» и «Схервейде». Вице-чемпионка Нидерландов 2010, 2011 и 2012 годов клуба «Ларен».
Дебютировала за сборную 29 июня 2010 года, не пропуская ни одного турнира. Среди командных достижений Джойс есть титул чемпионки Олимпийских игр (2012), чемпионки мира (2014) и чемпионки Европы (2011). Дважды признавалась лучшим вратарём мира в 2014 и 2015 годах, в 2010 и 2011 годах попадала в сборную звёзд. В 2012 году номинирована на приз лучшего молодого игрока в мире.
За победу на Олимпиаде награждена орденом Оранских-Нассау.

## Вне карьеры
Джойс обучается в Амстердамском свободном университете на врача, прошла стажировку в госпитале при университете. Сотрудничает с рядом благотворительных организаций (в том числе Spieren voor Spieren).